# Erik Swyngedouw
Erik A. Swyngedouw (* 30. Juli 1956) ist ein belgischer Geograph. Er ist Professor für Geographie an der University of Manchester in Manchester. In seinen Forschungen beschäftigt er sich unter anderem mit der Neukonfiguration politisch-gesellschaftlicher Steuerungseeinheiten im Zuge der Glokalisierung sowie mit Raum- und Stadtentwicklungsprozessen in polit-ökologischer Hinsicht. 2015 wurde er in die Academia Europaea gewählt. Die Universität Malmö verlieh ihm 2018 die Ehrendoktorwürde.

## Veröffentlichungen (Auswahl)
- Erik Swyngedouw: Social Power and the Urbanization of Water - Flows of Power. Oxford University Press, 2004, ISBN 978-0-19-823391-6.